# كلاديوناوية
الكلاديوناوية (الاسم العلمي: Caladieae) هي قبيلة من النباتات تتبع فصيلة اللوفية من الرتبة المزماريات.

## أجناس الكلاديوناوية
- الكلاديون